# 게이밍 컴퓨터

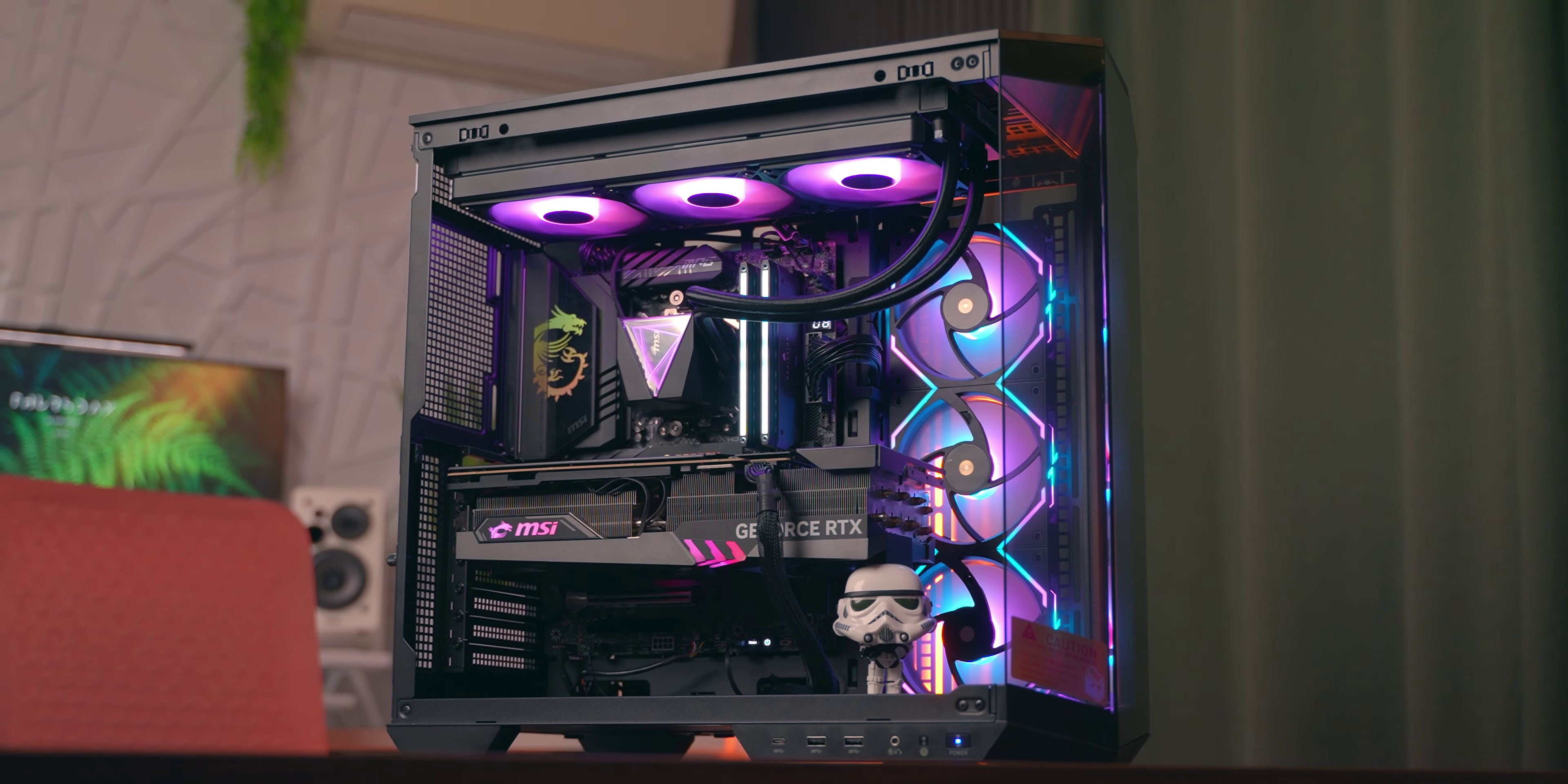
게이밍 컴퓨터

게이밍 컴퓨터(영어: gaming computer) 또는 게이밍 PC(영어: gaming PC)는 연산 수요가 많은 비디오 게임을 플레이하기 위해 설계된 개인용 컴퓨터의 하나이다. 1990년대 이후로 메인보드에 공통 하드웨어 부품들이 통합됨에 따라 현대의 게이밍 컴퓨터는 성능 지향 그래픽 카드가 장착된 메인스트림 컴퓨터와 성능이 견줄만한 편이다. 게이밍 컴퓨터들은 열정가 컴퓨팅(enthusiast computing)과 결부되기도 하는데 이는 관심사가 겹치기 때문이다. 그러나 게이밍 PC가 실제 게임플레이의 성능을 달성하기 위해 제조되지만, 열정가 PC들은 실제 애플리케이션 벤치마크로서 게임을 사용할 목적으로 성능을 극대화하기 위해 조립된다. 열정가 PC들은 정의상 하이엔드인 반면, 게이밍 PC는 로우엔드, 미드레인지, 하이엔드 시장으로 세분화된다: 그래픽 카드 제조업체들은 로우엔드와 미드레인지 부문에서 상당한 소득을 거둔다.

## 조립식 게이밍 컴퓨터
2012년, 게이머들이 자신만의 PC를 조립하는 일이 인기를 끌기 시작하면서 예산 조정, 더 쉬운 업그레이드를 가능케 했다. 또, 게이밍 리그를 구축할 때 최상의 가치를 위해 성능을 극대화하는 것이 가능하다. 게이밍 리그를 조립할 때 고려해야 하는 여러 부품들이 있는데 여기에는 CPU, 메모리, 메인보드, 그래픽 카드, 솔리드 스테이트 드라이브, 전원공급장치, 케이스가 포함된다.

## 게이밍 노트북
게이밍 노트북 컴퓨터들은 게이밍 데스크톱과 동등한 모바일 컴퓨터로서 일반적으로 동일한 성능의 데스크톱 컴퓨터에 비해 가격이 더 비싼 편이다. 현재 대부분의 게이밍 노트북들은 전력 효율적인 하이엔드 데스크톱 그래픽 카드를 갖추고 있음에도 배터리를 상당히 고갈시킨다. 근래에 엔비디아는 노트북을 위한 SLI를 개발하였다. 일반적으로 게이밍 노트북들은 "리그"(rig)로 간주되지 않는데 그 이유는 이 용어가 물리적 크기의 시스템을 의미할 수도 있기 때문이다. 현대의 게이밍 노트북들은 괄목할만한 게임 성능을 달성하지만 데스크톱과 1:1 비교를 할만큼 딱 비슷한 성능을 내는 것은 아니며 대부분은 업그레이드 가능한 그래픽 카드를 갖추지 못한다.

## 같이 보기
- PC 게임
- 조립 컴퓨터